# Gästrikland
För andra betydelser, se Gästrikland (olika betydelser).
Gästrikland är ett landskap i södra Norrland i Mellansverige. Det gränsar i öster mot Bottenhavet, i öster och söder mot Uppland, i söder mot Västmanland, i väster mot Dalarna samt i norr mot Hälsingland.  Landskapet har 1 800 kända fornlämningar. 
Prinsessan Madeleine innehar titeln som Gästriklands hertiginna, likaså Hälsinglands. Den allra största delen av landskapet ingår, tillsammans med större delen av Hälsingland liksom en liten del av norra Dalarna i Gävleborgs län. En liten bit av sydostligaste delen av Gästrikland ingår i Tierps kommun i Uppsala län och även bit av det nordvästligaste hörnet av Heby kommun i samma län ingår i den sydligaste delen av landskapet. Kommuner i landskapet Gästrikland är Gävle, Sandvikens, Hofors och största delen av Ockelbo kommun. Gästrikland tillhörde Svealand före införandet av län år 1634.

## Historia

### Förhistorisk tid

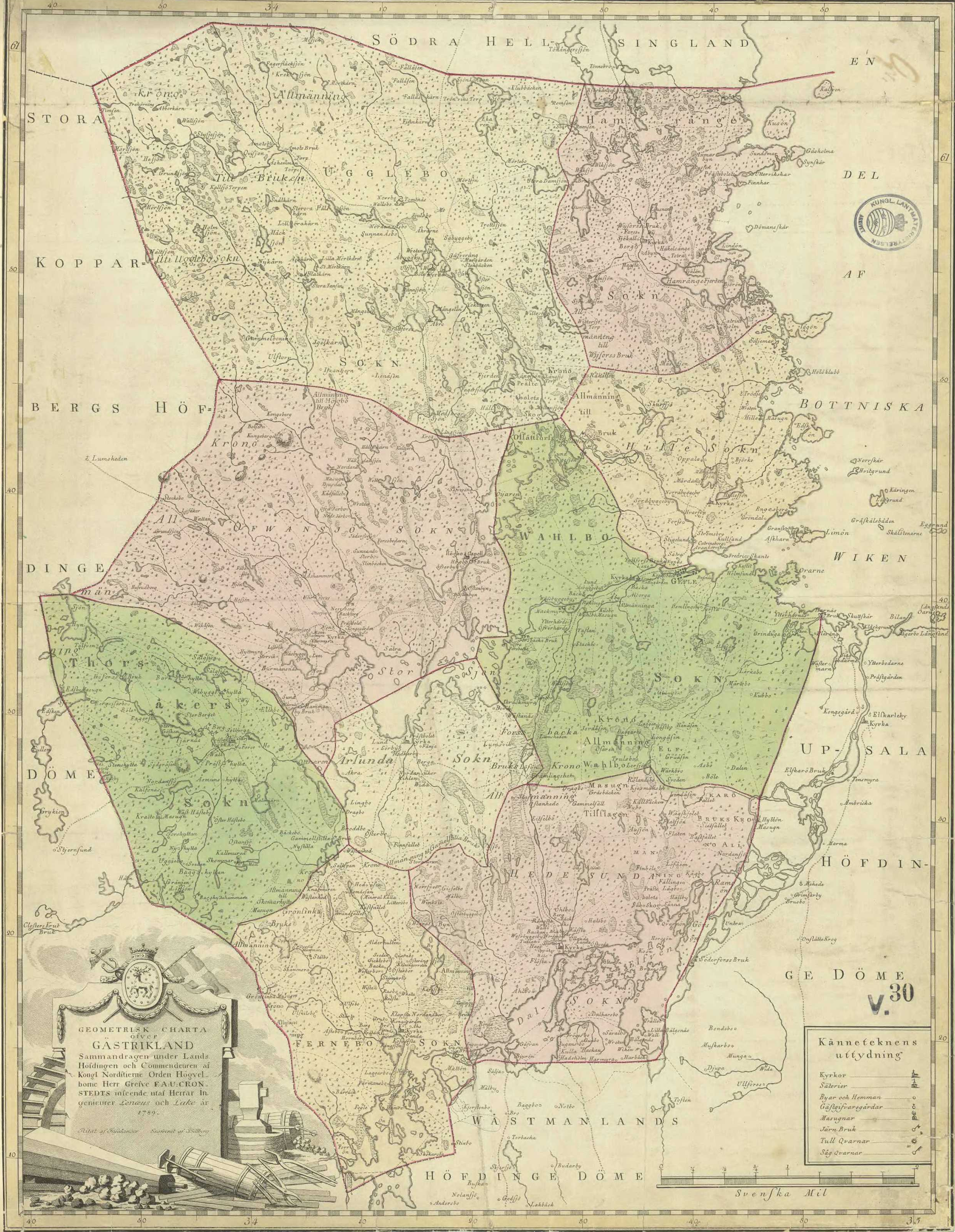
Landskapskarta över Gästrikland från 1789.

Trots att södra Gästrikland karaktäriseras av god odlingsareal skiljer sig Gästrikland från grannlandskapen Hälsingland och Uppland i avseendet att spår av odling och bebyggelse saknas från tiden före Kristi födelse. Detta kan möjligen bero på att den dolts av senare odling på samma plats. Näringen till och med folkvandringstid baseras främst på småskalig renskötsel och älgfångst för husbehov.

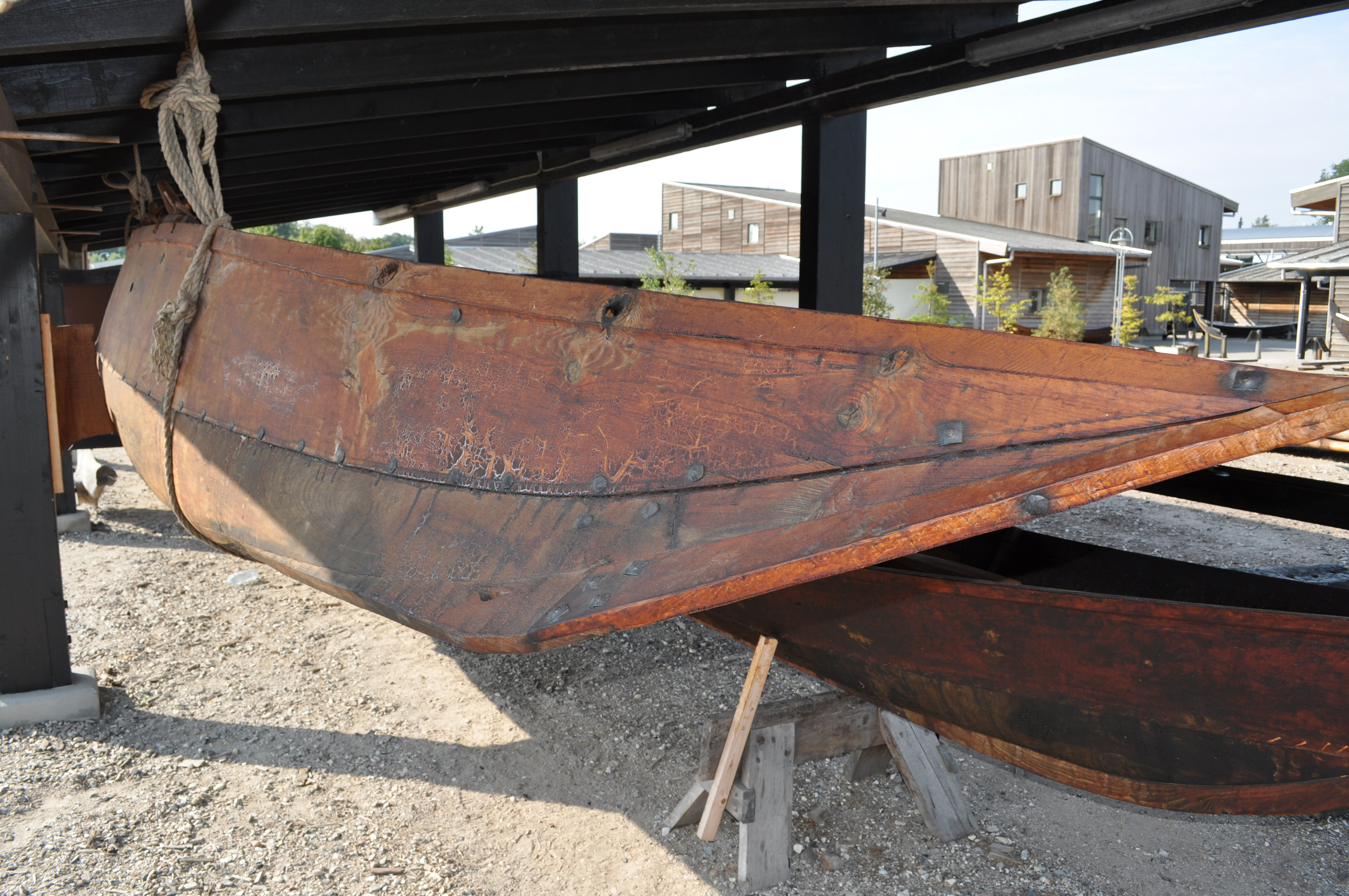
Replik av björkebåten byggd på Vikingaskeppsmuseet i Roskilde

Björkebåten från Hille socken har daterats till 400 e.Kr. Den största gravhögen i landskapet är Axmarhögen i Hamrånge socken.
Gästrikland ingår i en vidare definition av Bergslagen och fynd av järnhantering under järnåldern har gjorts i landskapet, exempelvis Kråknäsjärnet från 400 e.Kr. Järnhantering i Gästrikland och södra Hälsingland tros under Vendeltiden (600-talet och senare) ha konkurrerat ut den omfattande järnframställning som tidigare bedrevs i Mellannorrland.
Ett flertal vikingatida runstenar finns i landskapet.

### Medeltid
Gästrikland är tidigast omnämnt i historiskt källmaterial 1253 och kallades då Gestrikalandia. Enligt Erikskrönikan flydde Holmger Knutsson efter slaget vid Sparrsätra 1247 till Gästrikland, där han blev fångad och avrättad.
I en kyrklig skatteuppbördslängd för den så kallade sexårsgärden från år 1314 är Gästrikland upptaget som provins (härad eller hundare) i Tiundaland omfattande socknarna Valbo (med annex), Hamrånge, Ockelbo, Ovansjö (med annex), Färnebo (Österfärnebo), Torsåker och Hedesunda.
Gästrikland var 1314 en provins i Tiundaland (del av dagens Uppland) liksom till exempel Vendel, Oland, Bälinge, Ulleråker och räknades då inte som ett eget folkland.
Kung Magnus Eriksson tillskrev i ett brev 1331 innevånarna i Tiundaland, Attundaland, Fjärdhundraland, Roden och Gästrikland, så åtminstone då räknas Gästrikland som ett eget område. Gästrikland tillhörde dock Upplands lagsaga fram till 1600-talet, då det överfördes till Västernorrlands lagsaga och även blev en del av Västernorrlands län.
Riddaren Magnus Gislesson, på Aspnäs gård, Östervåla, tillkännagav år 1370 för alla invånare i Gästrikland att han i sitt ställe som häradshövding insatt Olof Nilsson i Bro, Nora socken samt bad dem att lyda honom och ingen annan.
Landskapet omfattade nio socknar vid slutet av medeltiden och under 1500-talet, nämligen: Ockelbo, Hille, Hamrånge, Ovansjö, Torsåker, Valbo, Årsunda, Österfärnebo och Hedesunda. År 1413 räknades emellertid Hamrånge och Hille socknar samt halva Valbo socken till kustbebyggelsen i folklandet Roden (Roslagen), medan övriga Gästrikland räknades till Uppland. Hille redovisas då som en annexsocken tillhörande Valbo och Årsunda som en annexsocken tillhörande Ovansjö. De klart största kyrkoskatterna år 1314 betalade Valbo, Hedesunda och Ovansjö med tre marc. denar vardera. Övriga fyra socknar betalade under 1 marc. denar vardera.
Norrlands äldsta stad är Gävle (som inte kom att räknas till 'Norrlanden' förrän 1500-talet). Orten fick stadsprivilegier år 1446, men har nämnts som stad redan 1413. Staden blomstrade under medeltiden som Bergslagens exporthamn, och Gävlefiskarna bedrev länge strömmingsfiske längs stor del av Norrlandskusten.  

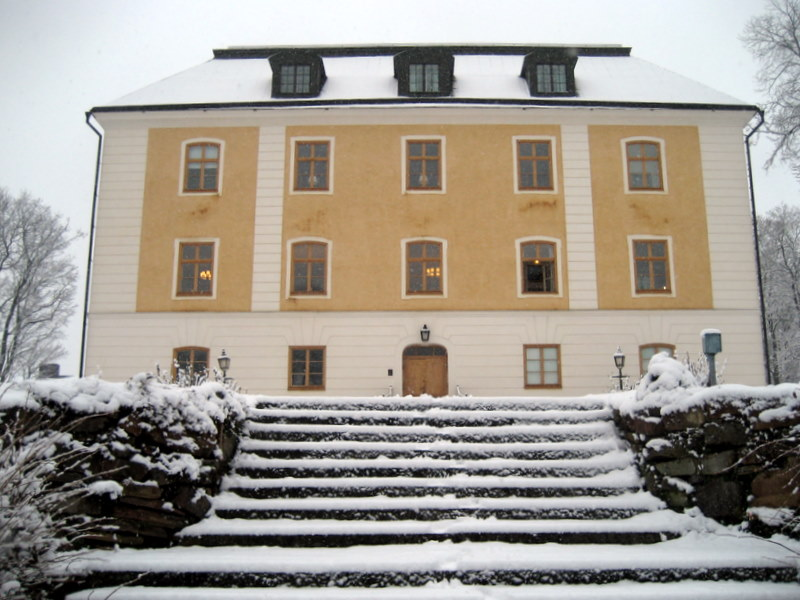
Gävle slott byggt 1583-1593

### Tidigmodern och modern tid

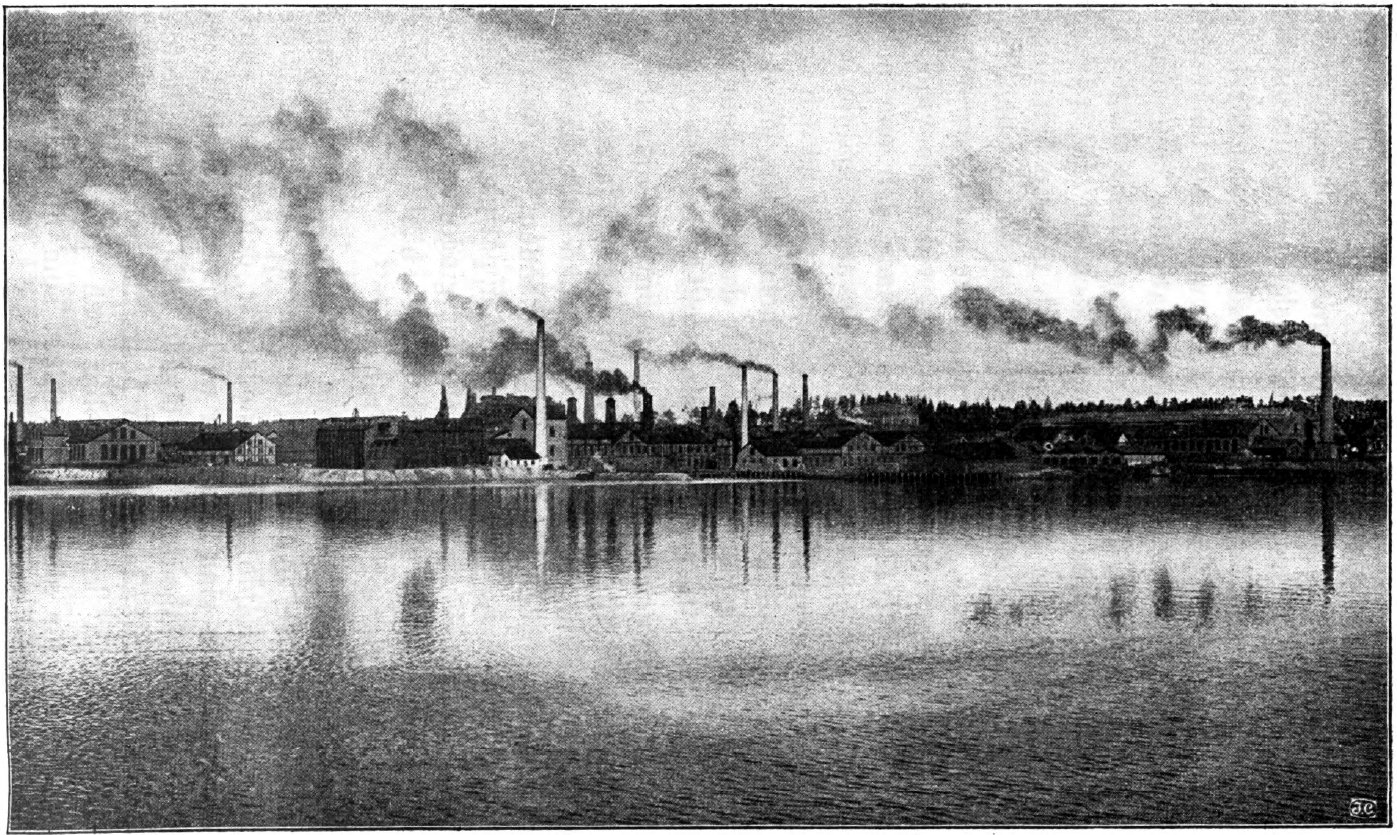
Sandvikens jernverk, Gästrikland (fotografi i Nils Holgerssons underbara resa, 1908.)

Norrlands enda slott innan industrialiseringen är Gävle slott (ett Vasaslott byggt 1583–1593) och Gysinge herrgård (som ursprungligen var ett karolinskt träslott som tillkom på 1750-talet).
Bergsmännen i Gästrikland fick sina första bergsprivilegier 1374. År 1542 fanns sex hyttor i Gästrikland, i Torsåkers socken två och i Ovansjö fyra. Det första järnbruket som erhöll privilegier i Gästrikland var Järbo i dagens Sandvikens kommun, 1637. Stora järnverk växte på 1800-talet fram där äldre järnbruk funnits, exempelvis Hofors bruk, Forsbacka bruk och Sandvikens jernverk. Bruksorten Sandviken grundades 1862 när järnverket skulle anläggas, och orten fick stadsrättigheter 1942.

### Indelningar från 1600-talet och framåt

#### Socknar
Dessa bildades huvudsakligen under medeltiden.
Västra delen
- Ockelbo socken (med Åmots församling utbruten 1797)
- Järbo socken utbruten 1862 ur Ovansjö socken.
- Ovansjö socken (med Storviks köping utbruten 1924)
- Hofors socken (utbruten 1911 ur Torsåkers socken)
- Torsåkers socken

Östra delen
- Österfärnebo socken
- Hedesunda socken
- Årsunda socken
- Högbo socken utbrutet 1622 ur Ovansjö socken (med Sandvikens köping utbruten 1927). Socknen uppgick i Sandviken stad 1943.
- Valbo socken
- Hille socken
- Hamrånge socken

Utanför socknarna och med egen jurisdiktion fanns Gävle stad med Gävle rådhusrätt och Sandvikens stad utan egen jurisdiktion som bildades 1943.

#### Län, fögderier, lagsaga, domsagor och tingslag
I anslutning till 1634 års regeringsform kom Gästrikland att från 1641 tillhöra Västernorrlands län och mellan  6 september 1645  och 13 mars 1654 tillhöra Hudiksvalls län. Från 29 juni 1762 ingår Gästrikland i  Gävleborgs län. En mindre del överfördes 1801 till Söderfors socken i Uppsala län.
Landskapets socknar hörde från 1720 till 1918 till Gästriklands fögderi, från 1918 till 1946 till Storviks fögderi, dock Årsunda, Hamrånge, Högby, Valby och Hille socknar från 1918 till 1946 till Gävle fögderi.
- Från 1946 till 1971 hörde till Storviks fögderi: Ockelbo, Ovansjö, Hofors och Torsåkers socknar)
- Från 1946 till 1971 hörde till Gävle fögderi: Österfärnebo och Hedesunda, Hamrånge, Valby och Hille socknar
- Från 1946 till 1971 hörde till Sandvikens fögderi: Järbo, och Årsunda socknar
- Från 1971 till 1991 tillhörde flera socknar Sandvikens fögderi, undantag var Hille, Valbo, Hamrånge och Hedesunda socknar som hörde till Gävle fögderi.

Gästrikland ingick tidigt i Tiundaland och ingick i Upplands lagsaga från dess bildande i slutet av 1200-talet. Från 1611 ingick Hälsingland i Norrlands lagsaga, 1718-1719 ingick området i Gästrike läns lagsaga, för att från 1720 ingå i Västernorrlands lagsaga tills denna avskaffades 1849. Först 1671 inrättades häradsrätter i området som då delades in i tingslag och domsagor.
Från 1671 till 1920 tillhörde hela Gästrikland en domsaga, Gästriklands domsaga. Varje socken utgjorde till 1693 ett eget tingslag, från 1693 till 1725 fanns följande tingslag:  Ovansjö och Torsåker, Ockelbo och Hamrånge, Hedesunda Österfärnebo Årsunda, Hille och Valbo; från 1725 till 1880: Ovansjö, Torsåker och Årsunda (också med Järbo), Ockelbo och Hamrånge, Hedesunda Österfärnebo, Hille och Valbo. 1880 bildades Gästriklands västra tingslag och Gästriklands östra tingslag för socknarna i västra respektive östra Gästrikland.
1921 delades domsagan med var sitt tingslag som varade till 1971: Gästriklands västra domsaga med Gästriklands västra domsagas tingslag och Gästriklands östra domsaga med Gästriklands östra domsagas tingslag.
1971 uppgick tingslagen i Sandvikens domsaga och Gävle domsaga. 2004 gick Sandvikens domsaga upp i Gävle domsaga.

## Demografi
| Befolkningsutveckling i Gästrikland 1910–2020  | Befolkningsutveckling i Gästrikland 1910–2020 | Befolkningsutveckling i Gästrikland 1910–2020 | Befolkningsutveckling i Gästrikland 1910–2020 | Befolkningsutveckling i Gästrikland 1910–2020 |
| ---------------------------------------------- | --------------------------------------------- | --------------------------------------------- | --------------------------------------------- | --------------------------------------------- |
|                                                |                                               |                                               |                                               |                                               |
| år                                             |                                               |                                               | folkmängd                                     |                                               |
| 1910                                           | 1910                                          |                                               | 101 979                                       | 101 979                                       |
| 1920                                           | 1920                                          |                                               | 106 732                                       | 106 732                                       |
| 1930                                           | 1930                                          |                                               | 114 132                                       | 114 132                                       |
| 1940                                           | 1940                                          |                                               | 117 408                                       | 117 408                                       |
| 1950                                           | 1950                                          |                                               | 127 655                                       | 127 655                                       |
| 1960                                           | 1960                                          |                                               | 140 188                                       | 140 188                                       |
| 1970                                           | 1970                                          |                                               | 149 015                                       | 149 015                                       |
| 1980                                           | 1980                                          |                                               | 149 380                                       | 149 380                                       |
| 1990                                           | 1990                                          |                                               | 146 374                                       | 146 374                                       |
| 2000                                           | 2000                                          |                                               | 144 619                                       | 144 619                                       |
| 2010                                           | 2010                                          |                                               | 148 403                                       | 148 403                                       |
| 2020                                           | 2020                                          |                                               | 157 200                                       | 157 200                                       |
| Källa: Statistiska centralbyrån (SCB) via fiwp |                                               |                                               |                                               |                                               |

## Geografi

### Topografi
Gästrikland är till största delen ett slättland som buktas av mindre höjdsträckningar. I söder och öster finns en del uppodlad mark, men i stort sett domineras landskapet av skog, särskilt i väster och norr. Skogsområdet i norra Gästrikland kallas Ödmården. Landskapet är ganska sjörikt; störst är Storsjön. Det största vattendraget i Gästrikland är Dalälven, som rinner genom landskapet i söder och där bildar ett antal stora fjärdar. Det näst största vattendraget är Gavleån med tillflöden. Bland övriga vattendrag kan nämnas Testeboån och Hamrångeån.

### Berg
- Kungsberget
- Lustigknopp
- Rönnåsberget
- Söderåsen
- Körbergsklack
- Klocksberg

### Dalälvenoch sjöar
- Färnebofjärden
- Hedesundafjärdarna
- Hyn (delvis i Dalarna)
- Ottnaren
- Storsjön
- Stor Gösken
- Sälgsjön
- Trösken (delvis i Uppland)
- Viksjön
- Öjaren

### Åar
Åar som rinner ut i Dalälven, se där.
- Tönnån/Skärjån
- Gopån/Hamrångeån
- Trödjeån
- Björkeån
- Testeboån
- Gavleån
- Jädraån

### Kommuner
- Gävle kommun
- Sandvikens kommun
- Hofors kommun
- Ockelbo kommun (som också har en del, "Lingbo församling" i Hälsingland)

Dessutom en mindre del av Tierps kommun

### Tätorter i Gästrikland
| Tätort       | Kommun            | Folkmängd | Landareal (hektar) | Täthet (inv./km²) | Tätortskod |
| ------------ | ----------------- | --------- | ------------------ | ----------------- | ---------- |
| Gävle        | Gävle kommun      | 68 700    | 4 179,36           | 1 643,79          | 7076       |
| Sandviken    | Sandvikens kommun | 22 574    | 1 545,70           | 1 460,44          | 7272       |
| Hofors       | Hofors kommun     | 7 021     | 707,62             | 992,20            | 7112       |
| Valbo        | Gävle kommun      | 6 911     | 814,34             | 848,66            | 7344       |
| Ockelbo      | Ockelbo kommun    | 2 709     | 416,34             | 650,67            | 7236       |
| Järbo        | Sandvikens kommun | 2 700     | 257                | 700               | 7148       |
| Storvik      | Sandvikens kommun | 2 251     | 262,95             | 856,06            | 7296       |
| Forsbacka    | Gävle kommun      | 1 748     | 170,82             | 1 023,30          | 7052       |
| Årsunda      | Sandvikens kommun | 1 067     | 124,49             | 857,10            | 7376       |
| Hedesunda    | Gävle kommun      | 1 048     | 167,08             | 627,24            | 7104       |
| Torsåker     | Hofors kommun     | 873       | 122,08             | 715,10            | 7332       |
| Österfärnebo | Sandvikens kommun | 550       | 119,26             | 461,18            | 7384       |
| Åmot         | Ockelbo kommun    | 306       | 144,96             | 211,09            | 7372       |

### Trelandskapsmöte där fyra län möts
Landskapet når fram till trelandskapsmötet på Tjuvholmen i Dalälven, där även Dalarna och Västmanland möts. Ön är uppdelad i fyra delar mellan kommunerna Avesta i Dalarnas län, Sandviken i Gävleborgs län, Heby i Uppsala län samt Sala i Västmanlands län. På grund av holmens unika läge har den därför kunnat betraktas som ett juridiskt ingenmansland. Ingen annanstans i Sverige möts fyra län på detta sätt.

### Fotnoter
1. ↑  ”Folkmängd i landskapen den 31 december 2021”. Statistiska centralbyrån. 22 mars 2022. https://www.scb.se/hitta-statistik/statistik-efter-amne/befolkning/befolkningens-sammansattning/befolkningsstatistik/pong/tabell-och-diagram/folkmangd-och-befolkningsforandringar---helarsstatistik/folkmangd-i-landskapen-den-31-december-2021/. Läst 24 oktober 2022.
2. ↑  Katarina Eriksson, Maria Persson, Bo Ulfhielm (maj 2008). ”Arkeologisk forskningshistorik över Gävleborgs län. Rapport 2008:05” (PDF). Länsmuseet Gävleborg. Arkiverad från originalet den 1 juli 2017. https://web.archive.org/web/20170701095159/http://lansmuseetgavleborg.se/Content/76911/xlmrapport2008-05.pdf. Läst 16 november 2012.
3. 1 2  Per H. Ramqvist (2007), "Fem Norrland: Om norrländska regioner och deras interaktion", Arkeologi i Norr 10, Umeå universitet, sid 153-180. (Arkiverad på archive.org)
4. ↑  Svenskt diplomatarium, SDHK-nummer 2593, DS-nummer 1946
5. ↑  Örjan Martinsson. ”Gästrikland”. Tacitus.nu. Örjan Martinsson. https://www.tacitus.nu/svenskhistoria/land/gastrikland.htm. Läst 9 juni 2022.
6. ↑  Det medeltida Sverige, vol 11 Gästrikland (RAÄ 1998).
7. ↑  - World Statesmen
8. ↑  Almquist, Jan Eric (1954). Lagsagor och domsagor i Sverige : med särskild hänsyn till den judiciella indelningen. Del I. Stockholm: P.A. Norstedt & söners förlag. sid. 420
9. ↑  Almquist, Jan Eric (1954). Lagsagor och domsagor i Sverige : med särskild hänsyn till den judiciella indelningen. Del I. Stockholm: P.A. Norstedt & söners förlag. sid. 423
10. ↑  ”I. Areal och folkmängd för särskilda förvaltningsområden” (PDF). Folkräkningen den 31 december 1910. Statistiska centralbyrån. http://www.scb.se/Grupp/Hitta_statistik/Historisk_statistik/_Dokument/SOS/Folkrakningen_1910_1.pdf. Läst 15 december 2012.
11. ↑  ”Statistisk årsbok för Sverige 1921” (PDF). Statistiska centralbyrån. http://share.scb.se/ov9993/data/historisk%20statistik//SOS%201911-/Statistisk%20%C3%A5rsbok%20(SOS)%201914-2014/Statistisk-arsbok-for-Sverige-1921.pdf. Läst 15 december 2012.
12. ↑  ”Statistisk årsbok för Sverige 1930” (PDF). Statistiska centralbyrån. http://share.scb.se/ov9993/data/historisk%20statistik//SOS%201911-/Statistisk%20%C3%A5rsbok%20(SOS)%201914-2014/Statistisk-arsbok-for-Sverige-1930.pdf. Läst 15 december 2012.
13. ↑  ”Statistisk årsbok för Sverige 1940” (PDF). Statistiska centralbyrån. http://share.scb.se/ov9993/data/historisk%20statistik//SOS%201911-/Statistisk%20%C3%A5rsbok%20(SOS)%201914-2014/Statistisk-arsbok-for-Sverige-1940.pdf. Läst 15 december 2012.
14. ↑  ”Statistisk årsbok för Sverige 1950” (PDF). Statistiska centralbyrån. http://share.scb.se/ov9993/data/historisk%20statistik//SOS%201911-/Statistisk%20%C3%A5rsbok%20(SOS)%201914-2014/Statistisk-arsbok-for-Sverige-1950.pdf. Läst 15 december 2012.
15. ↑  ”Statistisk årsbok för Sverige 1960” (PDF). Statistiska centralbyrån. http://share.scb.se/ov9993/data/historisk%20statistik//SOS%201911-/Statistisk%20%C3%A5rsbok%20(SOS)%201914-2014/Statistisk-arsbok-for-Sverige-1960.pdf. Läst 15 december 2012.
16. ↑  ”Statistisk årsbok för Sverige 1970” (PDF). Statistiska centralbyrån. http://share.scb.se/ov9993/data/historisk%20statistik//SOS%201911-/Statistisk%20%C3%A5rsbok%20(SOS)%201914-2014/Statistisk-arsbok-for-Sverige-1970.pdf. Läst 15 december 2012.
17. ↑  ”Statistisk årsbok för Sverige 1981” (PDF). Statistiska centralbyrån. http://share.scb.se/ov9993/data/historisk%20statistik//SOS%201911-/Statistisk%20%C3%A5rsbok%20(SOS)%201914-2014/Statistisk-arsbok-for-Sverige-1981.pdf. Läst 15 december 2012.
18. ↑  ”Statistisk årsbok för Sverige 1992” (PDF). Statistiska centralbyrån. http://share.scb.se/ov9993/data/historisk%20statistik//SOS%201911-/Statistisk%20%C3%A5rsbok%20(SOS)%201914-2014/Statistisk-arsbok-for-Sverige-1992.pdf. Läst 15 december 2012.
19. ↑  ”Statistisk årsbok för Sverige 2002” (PDF). Statistiska centralbyrån. http://share.scb.se/ov9993/data/historisk%20statistik//SOS%201911-/Statistisk%20%C3%A5rsbok%20(SOS)%201914-2014/Statistisk-arsbok-for-Sverige-2002.pdf. Läst 15 december 2012.
20. ↑  ”Folkmängd i landskapen den 31 december 2010”. Statistiska centralbyrån. 9 maj 2012. http://www.scb.se/Pages/TableAndChart____333557.aspx. Läst 15 december 2012.
21. ↑  ”Folkmängd i landskapen den 31 december 2020” (på (svenska)). Statistiska centralbyrån. 14 mars 2021. https://www.scb.se/hitta-statistik/statistik-efter-amne/befolkning/befolkningens-sammansattning/befolkningsstatistik/pong/tabell-och-diagram/helarsstatistik--forsamling-landskap-och-stad/folkmangd-i-landskapen-den-31-december-2020/. Läst 20 maj 2021.
22. ↑  ”Min Karta (tidigare: Kartsök och ortnamn)”. Lantmäteriet. https://minkarta.lantmateriet.se/?e=594548&n=6674393&z=13&background=3&boundaries=false. Läst 12 juni 2017.
23. ↑  Fornminnesregistret: 190:1